# هاينس دي بوير
هاينس دي بوير (بالهولندية: Hannes de Boer)‏ هو منافس ألعاب قوى هولندي، ولد في 2 ديسمبر 1899 في Hollum ‏ في هولندا، وتوفي في 2 أبريل 1982.

## وصلات خارجية
- هاينس دي بوير على موقع أوليمبيديا (الإنجليزية)